# Содержание (литература)

Страницы 990—991 книги «Монументы Марса» Кира Булычёва. Издательство «Эксмо», Москва, 2007, ISBN 5-699-18314-0

Содержа́ние — указатель заголовков издания.
Содержание упрощает поиск частей издания (глав, параграфов, примечаний, и т. д.).
В отличие от оглавления, содержание представляет прежде всего состав полииздания (какие произведения в него включены) или состав моноиздания — издания одного произведения (какие части, кроме этого произведения, в него вошли, напр, части аппарата). Однако фактически не имеет принципиальных отличий от оглавления, и во многих языках они не различаются.